# Auenwald bei Erlenfurt
Der Auenwald bei Erlenfurt ist ein Naturschutzgebiet am Rande des Gemeindegebietes von Rothenbuch, angrenzend an den Rohrbrunner Forst im Landkreis Aschaffenburg in Unterfranken. Mit einer Fläche von rund 10 Hektar ist es eines der kleineren Naturschutzgebiete in der Region. Es wird durchflossen vom Fluss Hafenlohr, der Auenwald mit Hainmieren und Schwarzerlen entlang des Flusses gab dem Gebiet seinen Namen.